# Folketingsvalget 2015
Folketingsvalget 2015 var et valg til Folketinget i Kongeriget Danmark og fandt sted torsdag den 18. juni 2015. Der blev valgt 175 medlemmer fra Danmark, samt to fra hhv. Færøerne og Grønland, dvs. i alt 179 medlemmer.
Valgets største mandatfremgang kunne noteres af Dansk Folkeparti, som blev det største borgerlige parti, og hvis fremgang bl.a. medførte, at de fire partier i "blå blok" opnåede 90 mandater og dermed flertal i Folketinget. Derfor blev der efter valget udskrevet en ny dronningerunde.
Bemærkelsesværdigt var også at det nye parti Alternativet opnåede næsten 5 % af stemmerne. Desuden havde såvel Socialdemokratiet, Liberal Alliance som Enhedslisten pæn fremgang i mandattallet. Som valgets tabere ansås SF, Radikale Venstre, Det Konservative Folkeparti samt især Venstre, der alle gik tilbage. Et markant træk var, at Dansk Folkeparti især i Sydjylland og på Sjælland i flere opstillingskredse blev største parti – herunder i hele Sydjyllands Storkreds på nær Esbjerg Bykredsen og Vardekredsen. Kristendemokraterne nåede ikke over spærregrænsen.
Valgets resultat var usædvanligt ved, at de ikke-regeringsbærende partier opnåede ikke mindre end 73 mandater tilsammen, hvilket var mere end resultatet efter Jordskredsvalget i 1973. Det var et resultat, der fik Lars Trier Mogensen til at betegne det som "hofteskredsvalget", mens Informations Christian Jensen før valget havde betegnet det som "fravalget".
Den "blå blok" bestående af Venstre, Dansk Folkeparti, Liberal Alliance og Det Konservative Folkeparti opnåede flertal, men blev spået en svær tid eftersom blokken skulle spænde over vidt forskellige finanspolitiske valgløfter.
I alt 29.920 vælgere stemte blankt, hvilket svarer til 0,84 % af alle afgivne stemmer.

## Valgdato
I henhold til Grundlovens § 32 skulle valget, ifølge Justitsministeriets fortolkning, falde senest den 14. september 2015, da det seneste folketingsvalg blev afholdt den 15. september 2011, altså fire år tidligere. Statsministeren, formelt dog regenten, kunne dog til enhver tid inden udskrive Folketingsvalg.
Den 27. maj 2015 kl. 11:08 meddelte statsminister Helle Thorning-Schmidt under et pressemøde i Statsministeriets Spejlsalen, at der ville blive udskrevet valg til afholdelse den 18. juni 2015. Senere samme dag udskrev Margrethe II ved åbent brev nyvalg til Folketinget.
Brevstemmer kunne indgives i perioden fra 28. maj til 16. juni 2015. Ved en fejl tillod og modtog Aarhus Kommune allerede den 27. maj 17 brevstemmer. Disse blev sidenhen erklæret ugyldige.
Folketingsvalget på Færøerne blev afholdt på samme dato som i Danmark. I Grønland kunne rigsombudsmanden vælge at fastsætte en anden dag for afholdelsen, men den 27. maj udsendte rigsombudsmanden en bekendtgørelse, hvorefter valget lige som i de andre rigsdele skulle afholdes den 18. juni 2015.

## Opstillingsberettigede partier
Der var opstillingsberettigede partier i Danmark, på Færøerne og i Grønland.

### Danmark
De partier, der opnåede valg til Folketinget ved seneste afholdte valg og fortsat var repræsenteret, havde ret til at deltage i folketingsvalget – det vil sige at de automatisk var opstillingsberettigede.
Nye partier, der ønskede at deltage i valget, skulle anmeldes for økonomi- og indenrigsministeren senest kl. 12:00 femten dage før afholdelsen, dvs. den 3. juni 2015. Sammen med anmeldelsen skulle partiet indlevere et antal vælgererklæringer, der mindst svarede til 1/175 af samtlige gyldige stemmer, der blev afgivet ved det sidste folketingsvalg. Ved det valg blev der afgivet 3.545.368 gyldige stemmer, og et nyt parti skulle derfor indsamle mindst 20.260 vælgererklæringer for at blive opstillingsberettiget. Disse krav blev opfyldt af to partier: Alternativet og Kristendemokraterne.
Den 27. maj 2015 manglede Nationalpartiet endnu 6.500 godkendte vælgererklæringer. Partiet erklærede derfor dagen efter, at det ville opstille syv kandidater uden for partierne, da de ikke nåede det nødvendige antal godkendte erklæringer. Partiet kritiserede i den forbindelse, at kommunerne kunne være adskillige måneder om at godkende erklæringerne. Ifølge partiets egne oplysninger havde de (pr. maj 2015) skaffet henved 30.000 stillere, hvoraf lidt over halvdelen endnu ikke var godkendt ved folketingsvalgets udskrivelse.
Følgende partier var opstillingsberettigede til folketingsvalget 2015:
| Parti                             | Partibogstav | Partileder             |
| --------------------------------- | ------------ | ---------------------- |
| Socialdemokratiet                 | A            | Helle Thorning-Schmidt |
| Radikale Venstre                  | B            | Morten Østergaard      |
| Det Konservative Folkeparti       | C            | Søren Pape Poulsen     |
| SF – Socialistisk Folkeparti      | F            | Pia Olsen Dyhr         |
| Liberal Alliance                  | I            | Anders Samuelsen       |
| Kristendemokraterne               | K            | Stig Grenov            |
| Dansk Folkeparti                  | O            | Kristian Thulesen Dahl |
| Venstre – Danmarks liberale parti | V            | Lars Løkke Rasmussen   |
| Enhedslisten – De Rød-Grønne      | Ø            | Kollektiv ledelse      |
| Alternativet                      | Å            | Uffe Elbæk             |

- Da ledelsen i Enhedslisten er kollektiv, var det den politiske ordfører Johanne Schmidt-Nielsen, der repræsenterede partiet ved eksempelvis partilederrunder.

### Grønland
Siden folketingsvalget 2001 har partierne Inuit Ataqatigiit og Siumut besat de to grønlandske mandater. De to partier fik tilsammen næsten 80% af stemmerne ved det foregående valg.
| Parti                      | Liste | Partileder       |
| -------------------------- | ----- | ---------------- |
| Inuit Ataqatigiit          | IA    | Sara Olsvig      |
| Siumut                     | S     | Kim Kielsen      |
| Demokraatit (Demokraterne) | D     | Anda Uldum       |
| Atassut                    | A     | Knud Kristiansen |
| Partii Naleraq             | PN    | Hans Enoksen     |
| Partii Inuit               | PI    | Nikku Olsen      |

### Færøerne
De færøske folketingsmedlemmer har siden folketingsvalget 1998 fordelt sig med ét medlem fra hver af de politiske blokke ("rød blok" og "blå blok").
| Parti                                   | Liste | Partileder          |
| --------------------------------------- | ----- | ------------------- |
| Fólkaflokkurin (Folkeflokken)           | A     | Jørgen Niclasen     |
| Sambandsflokkurin (Sambandspartiet)     | B     | Kaj Leo Johannesen  |
| Javnaðarflokkurin (Socialdemokratiet)   | C     | Aksel V. Johannesen |
| Sjálvstýrisflokkurin (Selvstyrepartiet) | D     | Jógvan Skorheim     |
| Tjóðveldi (Republikanerne)              | E     | Høgni Hoydal        |
| Framsókn (Fremskridt)                   | F     | Poul Michelsen      |
| Miðflokkurin (Centerpartiet)            | H     | Jenis av Rana       |
| Uttanflokkalistin (løsgænger)           | X     | Zakarias Wang       |

## Meningsmålinger
Uddybende artikel: Meningsmålinger forud for Folketingsvalget 2015.
Meningsmålingerne viste skiftende flertal for "blå blok" og "rød blok". Helt frem til valgdagen var meningsmålingerne ikke enige om hvilken blok, der ville få flertal.
Meningsmålinger på Færøerne fra 2015 viste, at situationen var uændret siden valget i 2011. Sambandsflokkurin (siden 1909 tilknyttet Venstres gruppe i Folketinget – Sambandsflokkurin er antiseparatistisk), som støtter blå blok, står til at få det ene mandat, mens Javnaðarflokkurin, som støtter rød blok (siden 1948 tilknyttet Socialdemokraternes gruppe i Folketinget), står til at få det andet mandat. Javnaðarflokkurin var ret neutrale med hensyn til separatisme, mens Ejdesgaard var formand, men den nuværende formand Aksel V. Johannesen hælder mere til at bevare forbindelsen til Danmark, som den er nu, end til separatisme. En meningsmåling fra 9. juni 2015 viste, at Sambandsflokkurin stod til at få 26,1 %, mens Javnaðarflokkurin stod til at få 24,6 %. Tjóðveldi fik i undersøgelsen en tredjeplads med 20,6 %, mens Fólkaflokkurin, som støtter blå blok, fik en fjerdeplads med 15,3 %. Da Tjóðveldi i starten af juni 2015 præsenterede deres valgprogram til folketingsvalget, meddelte de, at de vil støtte den regering som vil anerkende, at Færøerne kan få sin egen grundlov, uden at Danmark blander sig.

## Valgresultatet

### Danmark

#### Landsresultat
I Danmark var der 4.145.105 stemmeberettigede. Der blev afgivet 3.560.060 stemmer, hvilket gav en valgdeltagelse på 85,89 %. Heraf var 3.518.987 stemmer gyldige, og de fordelte sig på partierne som angivet nedenfor.
| Parti   | Parti                            | Partileder              | Stemmer   | Stemmer | Mandater | Mandater |
| Parti   | Parti                            | Partileder              | Antal     | %       | Antal    | +/–      |
| ------- | -------------------------------- | ----------------------- | --------- | ------- | -------- | -------- |
| Danmark |                                  |                         |           |         |          |          |
|         | Socialdemokraterne               | Helle Thorning-Schmidt  | 924.940   | 26,3%   | 47       | +3       |
|         | Dansk Folkeparti                 | Kristian Thulesen Dahl  | 741.746   | 21,1%   | 37       | +15      |
|         | Venstre, Danmarks Liberale Parti | Lars Løkke Rasmussen    | 685.188   | 19,5%   | 34       | −13      |
|         | Enhedslisten                     | Kollektiv ledelse       | 274.463   | 7,8%    | 14       | +2       |
|         | Liberal Alliance                 | Anders Samuelsen        | 265.129   | 7,5%    | 13       | +4       |
|         | Alternativet                     | Uffe Elbæk              | 168.788   | 4,8%    | 9        | +9       |
|         | Radikale Venstre                 | Morten Østergaard       | 161.009   | 4,6%    | 8        | −9       |
|         | Socialistisk Folkeparti (F)      | Pia Olsen Dyhr          | 147.578   | 4,2%    | 7        | −9       |
|         | Det Konservative Folkeparti      | Søren Pape Poulsen      | 118.003   | 3,4%    | 6        | −2       |
|         | Kristendemokraterne              | Stig Grenov             | 29.077    | 0,8%    | -        | -        |
|         | Uden for partierne               |                         | 3.066     | 0,1%    | -        | -        |
|         |                                  |                         |           |         |          |          |
|         | I alt gyldige stemmer            |                         | 3.518.987 | 100,0%  | 175      |          |
|         | Ugyldige stemmer                 |                         | 41.073    |         |          |          |
|         |                                  |                         |           |         |          |          |
|         | I alt afgivne stemmer            | (Valgdeltagelse:85,89%) | 3.560.060 |         |          |          |

| \| Stemmefordeling \| Stemmefordeling \| Stemmefordeling \| Stemmefordeling \| Stemmefordeling \| \| --------------------------- \| --------------------------- \| --------------- \| --------------- \| --------------- \| \| \| \| \| \| \| \| Socialdemokraterne \| Socialdemokraterne \| \| 26,3 % \| 26,3 % \| \| Dansk Folkeparti \| Dansk Folkeparti \| \| 21,1 % \| 21,1 % \| \| Venstre \| Venstre \| \| 19,5 % \| 19,5 % \| \| Enhedslisten \| Enhedslisten \| \| 7,8 % \| 7,8 % \| \| Liberal Alliance \| Liberal Alliance \| \| 7,5 % \| 7,5 % \| \| Alternativet \| Alternativet \| \| 4,8 % \| 4,8 % \| \| Det Radikale Venstre \| Det Radikale Venstre \| \| 4,6 % \| 4,6 % \| \| Socialistisk Folkeparti \| Socialistisk Folkeparti \| \| 4,2 % \| 4,2 % \| \| Det Konservative Folkeparti \| Det Konservative Folkeparti \| \| 3,4 % \| 3,4 % \| \| Kristendemokraterne \| Kristendemokraterne \| \| 0,8 % \| 0,8 % \| |                             |  |        |        |
| Stemmefordeling |                             |  |        |        |
| |                             |  |        |        |
| Socialdemokraterne | Socialdemokraterne          |  | 26,3 % | 26,3 % |
| Dansk Folkeparti | Dansk Folkeparti            |  | 21,1 % | 21,1 % |
| Venstre | Venstre                     |  | 19,5 % | 19,5 % |
| Enhedslisten | Enhedslisten                |  | 7,8 %  | 7,8 %  |
| Liberal Alliance | Liberal Alliance            |  | 7,5 %  | 7,5 %  |
| Alternativet | Alternativet                |  | 4,8 %  | 4,8 %  |
| Det Radikale Venstre | Det Radikale Venstre        |  | 4,6 %  | 4,6 %  |
| Socialistisk Folkeparti | Socialistisk Folkeparti     |  | 4,2 %  | 4,2 %  |
| Det Konservative Folkeparti | Det Konservative Folkeparti |  | 3,4 %  | 3,4 %  |
| Kristendemokraterne | Kristendemokraterne         |  | 0,8 %  | 0,8 %  |

#### Landsdelsresultater
I alle tre landsdele blev Socialdemokraterne det største parti.
| Landsdel                         | A      | B     | C     | F     | I     | K     | O      | V      | Ø      | Å     | Øvr.  |
| -------------------------------- | ------ | ----- | ----- | ----- | ----- | ----- | ------ | ------ | ------ | ----- | ----- |
| Landsdel Hovedstaden             | 24,6 % | 7,1 % | 4,1 % | 5,2 % | 9,2 % | 0,5 % | 16,2 % | 14,7 % | 11,0 % | 7,2 % | 0,1 % |
| Landsdel Sjælland-Syddanmark     | 26,6 % | 3,2 % | 2,8 % | 3,7 % | 6,7 % | 0,6 % | 25,6 % | 20,6 % | 6,6 %  | 3,4 % | 0,0 % |
| Landsdel Midtjylland-Nordjylland | 27,4 % | 3,8 % | 3,4 % | 3,8 % | 6,9 % | 1,3 % | 20,5 % | 22,5 % | 6,2 %  | 4,1 % | 0,1 % |

#### Storkredsresultater
I otte ud af de ti storkredse blev Socialdemokraterne det parti, der opnåede flest stemmer, mens Dansk Folkeparti og Venstre blev størst i én storkreds hver.
| Landsdel                         | Storkreds                   | A      | B     | C     | F     | I      | K     | O      | V      | Ø      | Å      | Øvr.  |
| -------------------------------- | --------------------------- | ------ | ----- | ----- | ----- | ------ | ----- | ------ | ------ | ------ | ------ | ----- |
| Landsdel Hovedstaden             | Københavns Storkreds        | 22,3 % | 9,4 % | 3,1 % | 6,5 % | 8,8 %  | 0,4 % | 11,4 % | 10,3 % | 16,4 % | 11,2 % | 0,2 % |
| Landsdel Hovedstaden             | Københavns Omegns Storkreds | 29,1 % | 5,4 % | 4,5 % | 4,7 % | 8,4 %  | 0,4 % | 20,1 % | 14,8 % | 8,2 %  | 4,4 %  | 0,2 % |
| Landsdel Hovedstaden             | Nordsjællands Storkreds     | 22,6 % | 6,1 % | 5,3 % | 3,9 % | 11,4 % | 0,6 % | 18,8 % | 20,6 % | 6,3 %  | 4,5 %  | 0,0 % |
| Landsdel Hovedstaden             | Bornholms Storkreds         | 33,5 % | 1,6 % | 1,7 % | 2,8 % | 4,0 %  | 2,9 % | 19,9 % | 20,3 % | 8,4 %  | 5,0 %  | -     |
| Landsdel Sjælland-Syddanmark     | Sjællands Storkreds         | 27,9 % | 3,2 % | 2,9 % | 3,9 % | 6,2 %  | 0,4 % | 25,6 % | 19,6 % | 6,7 %  | 3,5 %  | 0,0 % |
| Landsdel Sjælland-Syddanmark     | Fyns Storkreds              | 28,9 % | 3,4 % | 3,5 % | 4,4 % | 6,5 %  | 0,4 % | 21,8 % | 18,2 % | 8,5 %  | 4,5 %  | -     |
| Landsdel Sjælland-Syddanmark     | Sydjyllands Storkreds       | 23,5 % | 3,1 % | 2,2 % | 3,0 % | 7,5 %  | 1,1 % | 28,4 % | 23,5 % | 5,1 %  | 2,6 %  | -     |
| Landsdel Midtjylland-Nordjylland | Østjyllands Storkreds       | 27,3 % | 4,9 % | 2,8 % | 4,4 % | 8,3 %  | 1,0 % | 18,9 % | 18,7 % | 7,4 %  | 6,1 %  | 0,2 % |
| Landsdel Midtjylland-Nordjylland | Vestjyllands Storkreds      | 24,5 % | 2,8 % | 4,9 % | 3,6 % | 5,9 %  | 2,3 % | 21,3 % | 27,4 % | 4,5 %  | 2,6 %  | 0,0 % |
| Landsdel Midtjylland-Nordjylland | Nordjyllands Storkreds      | 30,0 % | 3,1 % | 2,7 % | 3,3 % | 5,9 %  | 0,9 % | 21,9 % | 23,2 % | 6,1 %  | 2,8 %  | 0,0 % |

#### Kredsresultater
Socialdemokraterne blev største parti i 61 af de 92 opstillingskredse. I 17 af kredsene, fortrinsvis i Sydjyllands og Sjællands Storkreds, blev Dansk Folkeparti det største parti. Venstre opnåede flest stemmer i 12 af kredsene, primært i Vestjyllands Storkreds. Og endelig blev Enhedslisten det største parti i to opstillingskredse i Københavns Storkreds.
| Storkreds                   | Valgkreds             | A      | B      | C      | F     | I      | K     | O      | V      | Ø      | Å      | Øvr.  |
| --------------------------- | --------------------- | ------ | ------ | ------ | ----- | ------ | ----- | ------ | ------ | ------ | ------ | ----- |
| Københavns Storkreds        | Østerbrokredsen       | 23,0 % | 11,0 % | 3,3 %  | 6,3 % | 11,0 % | 0,4 % | 8,3 %  | 11,5 % | 13,9 % | 11,1 % | 0,1 % |
| Københavns Storkreds        | Sundbyvesterkredsen   | 22,5 % | 9,2 %  | 2,4 %  | 6,4 % | 9,7 %  | 0,4 % | 12,1 % | 10,5 % | 15,7 % | 11,0 % | 0,2 % |
| Københavns Storkreds        | Indre Bykredsen       | 19,3 % | 11,9 % | 3,7 %  | 6,1 % | 12,2 % | 0,2 % | 5,7 %  | 11,3 % | 16,2 % | 13,3 % | 0,2 % |
| Københavns Storkreds        | Sundbyøsterkredsen    | 22,6 % | 8,3 %  | 2,3 %  | 6,6 % | 8,3 %  | 0,4 % | 13,6 % | 10,1 % | 16,6 % | 11,0 % | 0,3 % |
| Københavns Storkreds        | Nørrebrokredsen       | 17,5 % | 11,0 % | 1,5 %  | 7,5 % | 6,3 %  | 0,3 % | 5,4 %  | 5,9 %  | 26,5 % | 17,9 % | 0,3 % |
| Københavns Storkreds        | Bispebjergkredsen     | 22,4 % | 7,9 %  | 2,1 %  | 6,8 % | 6,5 %  | 0,6 % | 12,0 % | 7,3 %  | 22,0 % | 12,1 % | 0,3 % |
| Københavns Storkreds        | Brønshøjkredsen       | 25,5 % | 7,5 %  | 2,7 %  | 7,8 % | 6,9 %  | 0,5 % | 14,4 % | 9,8 %  | 15,9 % | 8,7 %  | 0,2 % |
| Københavns Storkreds        | Valbykredsen          | 25,3 % | 8,0 %  | 2,6 %  | 6,9 % | 7,9 %  | 0,5 % | 13,9 % | 9,8 %  | 15,8 % | 8,9 %  | 0,3 % |
| Københavns Storkreds        | Vesterbrokredsen      | 19,7 % | 10,7 % | 1,9 %  | 7,3 % | 8,1 %  | 0,2 % | 7,9 %  | 7,4 %  | 20,8 % | 15,8 % | 0,2 % |
| Københavns Storkreds        | Falkonerkredsen       | 21,4 % | 12,4 % | 5,9 %  | 6,0 % | 10,8 % | 0,3 % | 8,2 %  | 12,4 % | 12,0 % | 10,5 % | 0,2 % |
| Københavns Storkreds        | Slotskredsen          | 22,2 % | 9,7 %  | 5,9 %  | 5,6 % | 10,6 % | 0,4 % | 11,2 % | 13,2 % | 12,3 % | 8,7 %  | 0,2 % |
| Københavns Storkreds        | Tårnbykredsen         | 27,3 % | 4,0 %  | 3,5 %  | 4,2 % | 7,0 %  | 0,3 % | 27,0 % | 15,6 % | 7,4 %  | 3,5 %  | 0,1 % |
| Københavns Omegns Storkreds | Gentoftekredsen       | 17,4 % | 9,1 %  | 10,1 % | 3,2 % | 17,5 % | 0,3 % | 10,5 % | 21,3 % | 5,2 %  | 5,3 %  | 0,0 % |
| Københavns Omegns Storkreds | Lyngbykredsen         | 23,3 % | 9,0 %  | 7,0 %  | 4,6 % | 12,5 % | 0,4 % | 12,4 % | 18,4 % | 6,6 %  | 5,8 %  | 0,1 % |
| Københavns Omegns Storkreds | Gladsaxekredsen       | 29,8 % | 6,7 %  | 3,1 %  | 5,4 % | 7,7 %  | 0,5 % | 17,5 % | 13,7 % | 10,0 % | 5,6 %  | 0,1 % |
| Københavns Omegns Storkreds | Rødovrekredsen        | 33,8 % | 3,8 %  | 2,9 %  | 5,0 % | 5,6 %  | 0,7 % | 22,2 % | 12,2 % | 9,6 %  | 4,1 %  | 0,1 % |
| Københavns Omegns Storkreds | Hvidovrekredsen       | 31,8 % | 3,6 %  | 2,4 %  | 5,1 % | 5,7 %  | 0,4 % | 25,4 % | 12,3 % | 9,2 %  | 3,7 %  | 0,4 % |
| Københavns Omegns Storkreds | Brøndbykredsen        | 33,0 % | 3,3 %  | 2,9 %  | 4,9 % | 5,6 %  | 0,3 % | 25,8 % | 13,1 % | 7,7 %  | 2,8 %  | 0,3 % |
| Københavns Omegns Storkreds | Taastrupkredsen       | 30,2 % | 3,8 %  | 4,0 %  | 5,4 % | 5,3 %  | 0,4 % | 23,9 % | 12,9 % | 9,8 %  | 4,1 %  | 0,2 % |
| Københavns Omegns Storkreds | Ballerupkredsen       | 34,3 % | 3,5 %  | 2,4 %  | 4,2 % | 6,0 %  | 0,5 % | 24,1 % | 13,9 % | 7,6 %  | 3,5 %  | 0,1 % |
| Nordsjællands Storkreds     | Helsingørkredsen      | 25,3 % | 5,3 %  | 6,2 %  | 4,0 % | 9,6 %  | 0,4 % | 21,0 % | 14,5 % | 8,2 %  | 5,4 %  | 0,0 % |
| Nordsjællands Storkreds     | Fredensborgkredsen    | 18,5 % | 7,0 %  | 7,6 %  | 3,2 % | 15,2 % | 0,4 % | 15,9 % | 23,1 % | 4,9 %  | 4,0 %  | 0,0 % |
| Nordsjællands Storkreds     | Hillerødkredsen       | 22,3 % | 5,0 %  | 3,5 %  | 4,1 % | 9,3 %  | 1,4 % | 21,2 % | 21,4 % | 6,8 %  | 4,9 %  | 0,0 % |
| Nordsjællands Storkreds     | Frederikssundkredsen  | 26,5 % | 3,1 %  | 2,7 %  | 4,7 % | 6,5 %  | 0,4 % | 25,0 % | 19,6 % | 7,3 %  | 4,0 %  | 0,0 % |
| Nordsjællands Storkreds     | Egedalkredsen         | 24,6 % | 7,0 %  | 4,7 %  | 3,8 % | 11,1 % | 0,4 % | 17,5 % | 20,5 % | 6,1 %  | 4,3 %  | 0,0 % |
| Nordsjællands Storkreds     | Rudersdalkredsen      | 18,1 % | 9,0 %  | 7,6 %  | 3,4 % | 16,9 % | 0,3 % | 12,1 % | 23,1 % | 4,9 %  | 4,5 %  | 0,0 % |
| Bornholms Storkreds         | Rønnekredsen          | 36,8 % | 1,6 %  | 1,9 %  | 2,7 % | 3,6 %  | 2,5 % | 20,2 % | 18,7 % | 7,7 %  | 4,3 %  | -     |
| Bornholms Storkreds         | Aakirkebykredsen      | 30,3 % | 1,7 %  | 1,5 %  | 2,8 % | 4,4 %  | 3,2 % | 19,6 % | 21,8 % | 9,0 %  | 5,7 %  | -     |
| Sjællands Storkreds         | Lollandkredsen        | 35,6 % | 1,3 %  | 3,4 %  | 4,1 % | 3,0 %  | 0,3 % | 25,9 % | 16,5 % | 7,4 %  | 2,4 %  | 0,0 % |
| Sjællands Storkreds         | Guldborgsundkredsen   | 31,9 % | 2,0 %  | 2,4 %  | 3,3 % | 3,8 %  | 0,5 % | 29,1 % | 17,0 % | 7,2 %  | 2,8 %  | 0,0 % |
| Sjællands Storkreds         | Vordingborgkredsen    | 29,8 % | 2,4 %  | 2,4 %  | 3,7 % | 4,8 %  | 0,3 % | 25,0 % | 18,7 % | 7,8 %  | 4,9 %  | 0,0 % |
| Sjællands Storkreds         | Næstvedkredsen        | 32,9 % | 2,2 %  | 2,9 %  | 3,2 % | 6,6 %  | 0,4 % | 24,6 % | 17,8 % | 6,3 %  | 3,0 %  | 0,0 % |
| Sjællands Storkreds         | Faxekredsen           | 25,0 % | 2,5 %  | 3,3 %  | 4,0 % | 6,3 %  | 0,4 % | 28,6 % | 20,5 % | 6,2 %  | 3,2 %  | 0,1 % |
| Sjællands Storkreds         | Køgekredsen           | 25,0 % | 3,8 %  | 2,9 %  | 6,4 % | 7,2 %  | 0,3 % | 23,7 % | 21,4 % | 5,9 %  | 3,4 %  | 0,1 % |
| Sjællands Storkreds         | Grevekredsen          | 23,9 % | 3,4 %  | 3,1 %  | 2,7 % | 9,1 %  | 0,3 % | 26,0 % | 24,5 % | 4,7 %  | 2,3 %  | 0,0 % |
| Sjællands Storkreds         | Roskildekredsen       | 26,0 % | 6,0 %  | 3,3 %  | 5,4 % | 8,2 %  | 0,4 % | 18,7 % | 19,1 % | 7,7 %  | 5,2 %  | 0,0 % |
| Sjællands Storkreds         | Holbækkredsen         | 28,0 % | 4,4 %  | 3,1 %  | 3,3 % | 6,1 %  | 0,4 % | 23,4 % | 19,9 % | 7,8 %  | 3,6 %  | 0,0 % |
| Sjællands Storkreds         | Kalundborgkredsen     | 27,4 % | 2,5 %  | 2,3 %  | 3,2 % | 4,6 %  | 0,3 % | 29,5 % | 19,5 % | 7,0 %  | 3,6 %  | 0,0 % |
| Sjællands Storkreds         | Ringstedkredsen       | 26,0 % | 3,5 %  | 3,3 %  | 3,9 % | 6,3 %  | 0,5 % | 26,5 % | 19,4 % | 6,8 %  | 3,9 %  | 0,0 % |
| Sjællands Storkreds         | Slagelsekredsen       | 27,4 % | 3,0 %  | 2,4 %  | 3,2 % | 6,3 %  | 0,4 % | 28,2 % | 19,3 % | 6,8 %  | 3,0 %  | 0,0 % |
| Fyns Storkreds              | Odense Østkredsen     | 30,1 % | 4,6 %  | 2,8 %  | 5,7 % | 7,7 %  | 0,5 % | 17,5 % | 12,5 % | 12,7 % | 5,9 %  | -     |
| Fyns Storkreds              | Odense Vestkredsen    | 30,6 % | 3,7 %  | 3,7 %  | 5,1 % | 7,3 %  | 0,4 % | 20,7 % | 15,1 % | 8,8 %  | 4,6 %  | -     |
| Fyns Storkreds              | Odense Sydkredsen     | 26,5 % | 5,0 %  | 4,5 %  | 4,9 % | 8,8 %  | 0,6 % | 17,5 % | 18,7 % | 8,5 %  | 5,1 %  | -     |
| Fyns Storkreds              | Assenskredsen         | 28,8 % | 2,6 %  | 3,1 %  | 3,5 % | 6,1 %  | 0,4 % | 24,9 % | 20,2 % | 6,8 %  | 3,5 %  |       |
| Fyns Storkreds              | Middelfartkredsen     | 29,2 % | 2,8 %  | 3,3 %  | 3,7 % | 6,1 %  | 0,4 % | 24,7 % | 21,2 % | 5,6 %  | 2,9 %  | -     |
| Fyns Storkreds              | Nyborgkredsen         | 33,4 % | 2,1 %  | 2,9 %  | 4,0 % | 5,2 %  | 0,4 % | 23,9 % | 18,5 % | 6,7 %  | 3,1 %  | -     |
| Fyns Storkreds              | Svendborgkredsen      | 26,4 % | 2,9 %  | 3,1 %  | 4,2 % | 5,2 %  | 0,3 % | 23,2 % | 17,6 % | 10,7 % | 6,3 %  | -     |
| Fyns Storkreds              | Faaborgkredsen        | 26,7 % | 2,8 %  | 4,3 %  | 4,0 % | 5,2 %  | 0,4 % | 23,3 % | 22,0 % | 7,3 %  | 4,1 %  | -     |
| Sydjyllands Storkreds       | Sønderborgkredsen     | 25,3 % | 4,3 %  | 1,8 %  | 2,4 % | 7,2 %  | 0,5 % | 30,4 % | 21,5 % | 4,3 %  | 2,2 %  | -     |
| Sydjyllands Storkreds       | Aabenraakredsen       | 21,9 % | 3,3 %  | 1,8 %  | 2,3 % | 7,0 %  | 1,0 % | 31,8 % | 24,5 % | 4,5 %  | 2,0 %  | -     |
| Sydjyllands Storkreds       | Tønderkredsen         | 21,3 % | 2,6 %  | 2,0 %  | 2,4 % | 7,3 %  | 1,7 % | 29,4 % | 26,7 % | 4,6 %  | 2,1 %  | -     |
| Sydjyllands Storkreds       | Esbjerg Bykredsen     | 28,1 % | 2,8 %  | 1,8 %  | 3,7 % | 6,6 %  | 0,7 % | 26,2 % | 18,3 % | 9,1 %  | 2,7 %  | -     |
| Sydjyllands Storkreds       | Esbjerg Omegnskredsen | 23,3 % | 2,6 %  | 2,3 %  | 3,3 % | 7,3 %  | 0,9 % | 26,3 % | 26,1 % | 5,4 %  | 2,5 %  | -     |
| Sydjyllands Storkreds       | Vardekredsen          | 18,7 % | 2,4 %  | 1,6 %  | 2,3 % | 6,7 %  | 1,5 % | 28,5 % | 32,7 % | 3,7 %  | 1,9 %  | -     |
| Sydjyllands Storkreds       | Vejenkredsen          | 21,2 % | 2,1 %  | 2,1 %  | 2,4 % | 7,2 %  | 1,2 % | 30,0 % | 28,3 % | 3,6 %  | 1,9 %  | -     |
| Sydjyllands Storkreds       | Vejle Nordkredsen     | 21,5 % | 3,9 %  | 2,4 %  | 3,1 % | 8,2 %  | 1,5 % | 28,8 % | 22,5 % | 4,5 %  | 3,6 %  | -     |
| Sydjyllands Storkreds       | Vejle Sydkredsen      | 24,5 % | 4,1 %  | 2,1 %  | 3,7 % | 8,9 %  | 1,2 % | 26,2 % | 20,2 % | 5,4 %  | 3,6 %  | -     |
| Sydjyllands Storkreds       | Fredericiakredsen     | 28,0 % | 2,5 %  | 2,0 %  | 3,4 % | 6,7 %  | 0,8 % | 29,8 % | 17,5 % | 6,1 %  | 3,1 %  | -     |
| Sydjyllands Storkreds       | Kolding Nordkredsen   | 22,7 % | 4,0 %  | 3,1 %  | 4,4 % | 9,8 %  | 0,7 % | 23,6 % | 23,4 % | 5,2 %  | 3,1 %  | -     |
| Sydjyllands Storkreds       | Kolding Sydkredsen    | 22,9 % | 3,3 %  | 3,4 %  | 4,1 % | 8,3 %  | 1,3 % | 27,8 % | 21,1 % | 4,6 %  | 3,1 %  | -     |
| Sydjyllands Storkreds       | Haderslevkredsen      | 24,3 % | 2,8 %  | 2,2 %  | 2,6 % | 7,0 %  | 1,4 % | 28,3 % | 23,9 % | 5,0 %  | 2,5 %  | -     |
| Østjyllands Storkreds       | Århus Sydkredsen      | 27,2 % | 6,7 %  | 3,3 %  | 5,0 % | 9,8 %  | 0,7 % | 13,0 % | 17,8 % | 8,1 %  | 8,1 %  | 0,3 % |
| Østjyllands Storkreds       | Århus Vestkredsen     | 30,3 % | 5,3 %  | 2,8 %  | 4,9 % | 7,0 %  | 1,2 % | 16,4 % | 14,8 % | 9,8 %  | 7,1 %  | 0,4 % |
| Østjyllands Storkreds       | Århus Nordkredsen     | 27,4 % | 7,8 %  | 2,6 %  | 5,8 % | 8,8 %  | 1,6 % | 11,7 % | 13,7 % | 10,9 % | 9,2 %  | 0,4 % |
| Østjyllands Storkreds       | Århus Østkredsen      | 23,3 % | 8,5 %  | 3,4 %  | 5,1 % | 11,6 % | 0,8 % | 10,0 % | 16,8 % | 9,5 %  | 10,6 % | 0,3 % |
| Østjyllands Storkreds       | Djurskredsen          | 27,2 % | 2,5 %  | 2,3 %  | 4,9 % | 5,9 %  | 0,5 % | 24,9 % | 20,8 % | 5,8 %  | 5,0 %  | 0,1 % |
| Østjyllands Storkreds       | Randers Nordkredsen   | 33,2 % | 2,3 %  | 2,3 %  | 3,1 % | 5,7 %  | 0,8 % | 23,8 % | 19,2 % | 6,8 %  | 2,6 %  | 0,2 % |
| Østjyllands Storkreds       | Randers Sydkredsen    | 29,8 % | 2,7 %  | 2,6 %  | 3,0 % | 7,0 %  | 1,2 % | 23,2 % | 20,5 % | 6,4 %  | 3,4 %  | 0,2 % |
| Østjyllands Storkreds       | Favrskovkredsen       | 27,4 % | 4,3 %  | 3,2 %  | 3,7 % | 6,8 %  | 0,7 % | 22,4 % | 22,7 % | 5,0 %  | 3,8 %  | 0,1 % |
| Østjyllands Storkreds       | Skanderborgkredsen    | 28,1 % | 4,5 %  | 3,1 %  | 4,1 % | 7,8 %  | 0,6 % | 18,5 % | 21,4 % | 5,8 %  | 6,0 %  | 0,1 % |
| Østjyllands Storkreds       | Horsenskredsen        | 26,6 % | 3,5 %  | 2,5 %  | 3,7 % | 9,8 %  | 0,6 % | 24,7 % | 18,5 % | 6,6 %  | 3,5 %  | 0,2 % |
| Østjyllands Storkreds       | Hedenstedkredsen      | 21,7 % | 2,5 %  | 2,2 %  | 2,4 % | 8,2 %  | 2,4 % | 30,3 % | 24,2 % | 3,8 %  | 2,3 %  | 0,1 % |
| Vestjyllands Storkreds      | Struerkredsen         | 26,1 % | 2,1 %  | 4,8 %  | 4,4 % | 4,3 %  | 1,7 % | 21,6 % | 28,7 % | 4,0 %  | 2,3 %  | 0,0 % |
| Vestjyllands Storkreds      | Skivekredsen          | 30,5 % | 3,1 %  | 3,0 %  | 2,9 % | 4,9 %  | 0,8 % | 20,8 % | 26,9 % | 5,1 %  | 2,1 %  | 0,0 % |
| Vestjyllands Storkreds      | Viborg Vestkredsen    | 26,3 % | 3,1 %  | 8,6 %  | 4,9 % | 5,8 %  | 0,8 % | 19,2 % | 22,7 % | 5,3 %  | 3,2 %  | 0,0 % |
| Vestjyllands Storkreds      | Viborg Østkredsen     | 23,2 % | 2,8 %  | 11,8 % | 3,8 % | 5,6 %  | 1,3 % | 19,6 % | 25,3 % | 4,0 %  | 2,6 %  | 0,0 % |
| Vestjyllands Storkreds      | Silkeborg Nordkredsen | 24,2 % | 3,2 %  | 4,6 %  | 3,8 % | 6,8 %  | 1,9 % | 21,3 % | 25,1 % | 5,2 %  | 3,9 %  | 0,0 % |
| Vestjyllands Storkreds      | Silkeborg Sydkredsen  | 26,9 % | 4,3 %  | 4,3 %  | 4,7 % | 8,3 %  | 0,9 % | 17,9 % | 20,8 % | 6,8 %  | 5,2 %  | 0,0 % |
| Vestjyllands Storkreds      | Ikastkredsen          | 21,6 % | 2,1 %  | 3,4 %  | 2,4 % | 5,4 %  | 2,1 % | 27,5 % | 29,7 % | 3,7 %  | 2,0 %  | 0,0 % |
| Vestjyllands Storkreds      | Herning Sydkredsen    | 21,6 % | 3,0 %  | 3,6 %  | 3,4 % | 7,7 %  | 2,9 % | 22,4 % | 28,9 % | 4,4 %  | 2,3 %  | 0,0 % |
| Vestjyllands Storkreds      | Herning Nordkredsen   | 19,8 % | 2,7 %  | 3,5 %  | 2,8 % | 6,5 %  | 4,3 % | 22,8 % | 32,4 % | 3,3 %  | 1,8 %  | 0,0 % |
| Vestjyllands Storkreds      | Holstebrokredsen      | 29,3 % | 2,8 %  | 3,5 %  | 3,5 % | 5,7 %  | 2,0 % | 20,6 % | 26,3 % | 4,1 %  | 2,2 %  | 0,1 % |
| Vestjyllands Storkreds      | Ringkøbingkredsen     | 19,2 % | 1,9 %  | 3,1 %  | 2,8 % | 4,6 %  | 6,5 % | 22,4 % | 34,7 % | 3,1 %  | 1,7 %  | -     |
| Nordjyllands Storkreds      | Frederikshavnkredsen  | 31,9 % | 2,0 %  | 2,0 %  | 2,7 % | 4,4 %  | 0,9 % | 26,8 % | 22,1 % | 5,3 %  | 1,8 %  | 0,0 % |
| Nordjyllands Storkreds      | Hjørringkredsen       | 27,7 % | 2,6 %  | 5,3 %  | 3,7 % | 4,6 %  | 0,9 % | 23,7 % | 23,5 % | 5,6 %  | 2,3 %  | 0,0 % |
| Nordjyllands Storkreds      | Brønderslevkredsen    | 30,3 % | 2,2 %  | 2,4 %  | 3,2 % | 5,0 %  | 0,9 % | 23,8 % | 24,9 % | 4,9 %  | 2,2 %  | 0,0 % |
| Nordjyllands Storkreds      | Thistedkredsen        | 31,9 % | 1,8 %  | 2,4 %  | 2,0 % | 4,2 %  | 1,2 % | 21,7 % | 27,6 % | 4,9 %  | 2,2 %  | 0,0 % |
| Nordjyllands Storkreds      | Himmerlandkredsen     | 26,1 % | 2,9 %  | 3,5 %  | 2,9 % | 5,8 %  | 0,7 % | 25,2 % | 26,2 % | 4,4 %  | 2,2 %  | 0,0 % |
| Nordjyllands Storkreds      | Mariagerfjordkredsen  | 29,4 % | 2,9 %  | 2,2 %  | 3,0 % | 5,7 %  | 0,7 % | 24,5 % | 23,3 % | 5,4 %  | 2,7 %  | 0,1 % |
| Nordjyllands Storkreds      | Aalborg Østkredsen    | 32,1 % | 4,6 %  | 2,0 %  | 4,3 % | 7,4 %  | 1,2 % | 17,9 % | 17,9 % | 8,7 %  | 4,0 %  | 0,0 % |
| Nordjyllands Storkreds      | Aalborg Vestkredsen   | 28,9 % | 4,4 %  | 2,7 %  | 3,8 % | 8,1 %  | 0,6 % | 16,5 % | 23,6 % | 7,4 %  | 3,9 %  | 0,0 % |
| Nordjyllands Storkreds      | Aalborg Nordkredsen   | 31,0 % | 4,0 %  | 2,1 %  | 3,6 % | 7,4 %  | 0,8 % | 18,9 % | 20,8 % | 7,7 %  | 3,5 %  | 0,0 % |

#### Mandatresultat
I Danmark blev der valgt 175 mandater, fordelt på 135 kredsmandater og 40 tillægsmandater.
| Parti | Parti                            | Mandater i alt | Hovedstaden | Hovedstaden | Hovedstaden | Hovedstaden | Sj.-Sydd.   | Sj.-Sydd.   | Sj.-Sydd.   | Midt-Nordj. | Midt-Nordj. | Midt-Nordj. |
| Parti | Parti                            | Mandater i alt | Kbhvn.      | K.omegn     | Nordsj.     | Bornh.      | Sjæll.      | Fyn         | Sydj.       | Østj.       | Vestj.      | Nordj.      |
| ----- | -------------------------------- | -------------- | ----------- | ----------- | ----------- | ----------- | ----------- | ----------- | ----------- | ----------- | ----------- | ----------- |
|       | Socialdemokraterne               | 47             | 4           | 4           | 3           | 1           | 8 (7K + 1T) | 5 (4K + 1T) | 5           | 7 (6K + 1T) | 4           | 6 (5K + 1T) |
|       | Dansk Folkeparti                 | 37             | 2           | 3           | 3 (2K + 1T) | -           | 7 (6K + 1T) | 4 (3K + 1T) | 6           | 5 (4K + 1T) | 3           | 4           |
|       | Venstre, Danmarks Liberale Parti | 34             | 2           | 2           | 3           | 1           | 5 (4K + 1T) | 3           | 5           | 4           | 5           | 4           |
|       | Enhedslisten                     | 14             | 3           | 1           | 1           | -           | 2 (1K + 1T) | 2 (1K + 1T) | 1           | 2 (1K + 1T) | 1T          | 1           |
|       | Liberal Alliance                 | 13             | 2 (1K + 1T) | 1           | 2 (1K + 1T) | -           | 1           | 1           | 2 (1K + 1T) | 2 (1K + 1T) | 1           | 1           |
|       | Alternativet                     | 9              | 2           | 1T          | 1T          | -           | 1T          | 1T          | -           | 1           | 1T          | 1T          |
|       | Radikale Venstre                 | 8              | 1           | 1T          | 1T          | -           | 1T          | -           | 1T          | 1           | 1T          | 1T          |
|       | Socialistisk Folkeparti          | 7              | 1           | 1T          | 1T          | -           | 1           | 1T          | -           | 1T          | -           | 1T          |
|       | Det Konservative Folkeparti      | 6              | -           | 1T          | 1T          | -           | 1T          | 1T          | -           | 1T          | 1T          | -           |

### Grønland
Valgresultatet på Grønland var følgende:
| Parti                      | Liste | Stemmer 2015 | % 2015 | Stemmer 2011 | % 2011 | Ændring stemmer | Ændring % | Mandater | Ændring mandater |
| -------------------------- | ----- | ------------ | ------ | ------------ | ------ | --------------- | --------- | -------- | ---------------- |
| Inuit Ataqatigiit          | IA    | 7.904        | 38,5   | 9.587        | 40,7   | -1.683          | -2,2      | 1        | 0                |
| Siumut                     | S     | 7.831        | 38,2   | 8.374        | 35,6   | -543            | +2,6      | 1        | 0                |
| Demokraatit (Demokraterne) | D     | 1.753        | 8,5    | 2.831        | 12,0   | -1.078          | -3,3      | 0        | 0                |
| Atassut                    | A     | 1.526        | 7,4    | 1.706        | 7,2    | -180            | +0,2      | 0        | 0                |
| Partii Naleraq             | PN    | 962          | 4,7    | -            | -      | 962             | +4,7      | 0        | 0                |

Der var 41.048 stemmeberettigede. Heraf stemte 20.514 svarende til 49,98%.
Valgt blev:
- Aaja Chemnitz Larsen (IA) med 2.540 personlige stemmer,
- Aleqa Hammond (S) med 3.745 personlige stemmer.

### Færøerne
Resultatet på Færøerne var:
| Parti                                   | Liste | Stemmer 2015 | % 2015 | Stemmer 2011 | % 2011 | Ændring stemmer | Ændring % | Mandater 2015 | Ændring mandater |
| --------------------------------------- | ----- | ------------ | ------ | ------------ | ------ | --------------- | --------- | ------------- | ---------------- |
| Fólkaflokkurin (Folkeflokken)           | A     | 4.368        | 18,7   | 3.932        | 19,0   | +436            | -0,3      | 0             | 0                |
| Sambandsflokkurin (Sambandspartiet)     | B     | 5.500        | 23,5   | 6.361        | 30,8   | -861            | -7,3      | 0             | -1               |
| Javnaðarflokkurin (Socialdemokratiet)   | C     | 5.666        | 24,2   | 4.328        | 21,0   | +1.338          | +3,2      | 1             | 0                |
| Sjálvstýrisflokkurin (Selvstyrepartiet) | D     | 403          | 1,7    | 481          | 2,3    | -78             | -0,6      | 0             | 0                |
| Tjóðveldi (Republikanerne)              | E     | 5.730        | 24,5   | 3.998        | 19,4   | +1.732          | +5,1      | 1             | +1               |
| Framsókn (Fremskridt)                   | F     | 749          | 3,2    | -            | -      | +749            | +3,2      | 0             | 0                |
| Miðflokkurin (Centerpartiet)            | H     | 605          | 2,6    | 872          | 4,2    | -267            | -1,6      | 0             | 0                |
| Uttanflokkalistin (løsgænger)           |       | 345          | 1,5    | 672          | 3.3    | -327            | -1,8      | 0             | 0                |

65,6 % af de stemmeberettigede stemte.
Valgt blev:
- Høgni Hoydal (Tj), der fik 1.477 personlige stemmer. Hoydal og Tjoðveldi valgte før valget, at hvis partiet fik et mandat valgt, så ville vedkommende ikke sidde i Lagtinget og Folketinget samtidig, derfor har Hoydal valgt at trække sig fra Folketinget til fordel for Lagtinget på Færøerne  og erstattes af Magni Arge, der fik 1.082 personlige stemmer[42] Hoydal fik orlov fra Lagtinget den 22. juni 2015, Annita á Fríðriksmørk tiltrådte hans plads, mens han sammen med Magni Arge er i Danmark og forhandler med Lars Løkke Rasmussen. Der opstod forvirring omkring Hoydals plads i Folketinget lige efter folketingsvalget, da danske medier skrev at han havde søgt om orlov. Hoydal meldte ud på Facebook, at han vil søge om orlov fra Folketinget, men at han ikke er helt klar over, hvornår det sker, men at det sker snart. Lagtingsvalg vil blive udskrevet på Færøerne senest i slutningen af oktober 2015, og Hoydal ønsker at koncentrere sig fuldt ud om valgkampen til det forestående valg.[43] Magni Arge, som var direktør for Færøernes eneste flyselskab, Atlantic Airways, i atten år frem til 2013,[44][45] har ikke været aktiv i færøsk politik siden 1988 og var ikke lagtingsmedlem, da folketingsvalget afholdtes den 18. juni 2015.[46] Arge var opstillet til lagtingsvalget 1988 og var dengang også suppleant i lagtinget i en kort periode.[47]
- Sjúrður Skaale (JF), der fik 2.495 personlige stemmer.[48]

### Valgte kandidater
Fintællingen blev påbegyndt 19. juni kl. 08.00 (i praksis var den dog forberedt fra 05-06-tiden), bl.a. i Svanemøllehallen i København, hvor den foregik under politibeskyttelse. Den afklarede fordelingen af personlige mandater, men kunne teoretisk set også rykke mandater mellem partierne. Fintællingen er afsluttet 21. juni 2015, men kan genoptages, hvis der er relevante tvister.
Flere tidligere markante politikere og tidligere ministre måtte forlade Folketinget. 
Den radikale social- og integrationsminister Manu Sareen opnåede ikke valg, da han i Københavns Storkreds blev slået af den tidligere SF'er Ida Auken. Heller ikke den tidligere konservative partiformand Lars Barfoed opnåede valg trods opstilling i den tidligere "sikre" konservative kreds Frederiksberg. Den radikale tidligere klima-, energi- og bygningsminister Rasmus Helveg Petersen tabte i kampen om det enlige radikale mandat i Sjællands Storkreds til Zenia Stampe. Venstres hidtidige finansordfører og tidligere skatteminister Peter Christensen opnåede heller ikke genvalg efter tab af personlige stemmer. Socialdemokraternes hidtidige minister for by, bolig og landdistrikter Carsten Hansen blev heller ikke genvalgt efter tab af personlige stemmer. SF's tidligere formand Annette Vilhelmsen blev heller ikke genvalgt, og partifællen Özlem Cekic tabte kampen om SF's enlige mandat i Københavns Storkreds til partiformanden Pia Olsen Dyhr. Heller ikke SFs mangeårige medlem Steen Gade opnåede genvalg.
Det blev endvidere bemærket, at det ikke blev til mere end to kandidater med egentlig indvandrerbaggrund, der blev valgt til Folketinget ved dette valg, nemlig Naser Khader fra Det Konservative Folkeparti og Yildiz Akdogan fra Socialdemokratiet.

## Fejl i Sydjyllands Storkreds
I Sydjyllands Storkreds ytrede Konservative og Alternativet mishag over fejl ved udformningen af stemmesedlerne. Dette kunne som yderste konsekvens have medføre omvalg i Sydjylland, men det blev ikke tilfældet. Fejlen kunne have haft betydning for spidskandidaterne Mike Legarth og Kim Hyttel.

## Regeringsdannelse

### Første dronningerunde
Dagen efter valget den 19. juni kl. 14 indkaldte Margrethe II til en dronningerunde på Amalienborg. Lars Løkke Rasmussen blev udnævnt som kongelig undersøger med mandat til at forhandle en flertalsregering bestående af Venstre, Dansk Folkeparti, Det Konservative Folkeparti og Liberal Alliance. Søndag eftermiddag den 21. juni meddelte Lars Løkke "at det ikke lader sig gøre at etablere en flertalsregering."

### Anden dronningerunde
Den 22. juni 2015 kl. 10.00 påbegyndtes en ny dronningerunde efter, at Lars Løkke Rasmussen den 21. juni 2015 sen aften havde opgivet at fuldføre opgaven som kongelig undersøger på det foreliggende kommisorium. Et flertal blandt Folketingets partier pegede igen på Lars Løkke Rasmussen som kongelig undersøger. Lars Løkke Rasmussen meldte den 26. juni 2015, at han forventede at kunne fremstille en ren Venstre-regering søndag den 28. juni 2015, og den 28. juni blev da også offentliggjort, at han havde dannet sin Venstreregering. Alle ministrene på nær Jørn Neergaard Larsen var en del af Venstres folketingsgruppe.

### Resultater
- Danmarks Statistik - Folketingsvalg torsdag 18. juni 2015 Arkiveret 20. juni 2015 hos  Wayback Machine (dansk)
- Grønland Arkiveret 5. marts 2016 hos  Wayback Machine (dansk) (grønlandsk) (engelsk)